# Námořní letectvo Čínské republiky
Námořní letectvo Čínské republiky (čínsky 中華民國海軍航空指揮部) je leteckou složkou námořnictva Čínské republiky. Jeho hlavním úkolem je obrana Čínské republiky a přiléhajících vod před možným útokem ze strany komunistické Čínské lidové republiky, která si činí nárok na její území.
Od roku 2013, kdy předalo své námořní hlídkové letouny P-3C Orion a S-2T Turbo Tracker letectvu, provozuje pouze vrtulníky.

## Letadla
| Letadlo               | Původ | Typ                                           | Verze                     | Ve službě | Poznámky                   |
| --------------------- | ----- | --------------------------------------------- | ------------------------- | --------- | -------------------------- |
| Sikorsky S-70 Seahawk | USA   | protiponorkový a víceúčelový námořní vrtulník | S-70C(M)-1/2 Thunderhawk  | 18        | Objednáno dalších 10 kusů. |
| Hughes 500 Defender   | USA   | protiponorkový vrtulník                       | Hughes 500MD/ASW Defender | 8         | Z 13 objednaných.          |